# Roman Nowak

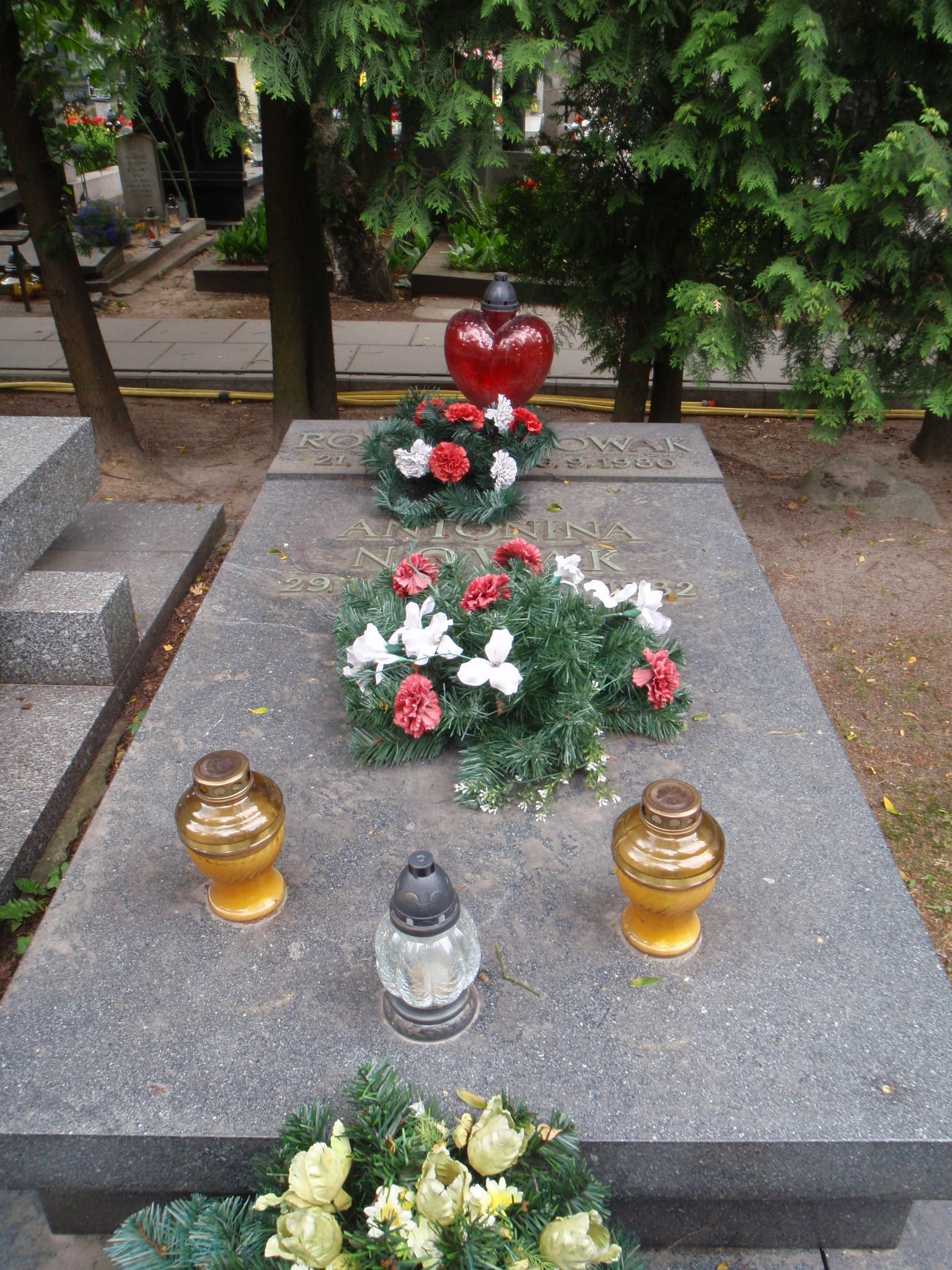
Grób Romana Nowaka na cmentarzu Wojskowym na Powązkach w Warszawie

Roman Nowak (ur. 21 lipca 1900 w Chorzowie, zm. 26 września 1980 w Chrzanowie) – polski ślusarz i polityk komunistyczny. Poseł na Sejm Ustawodawczy oraz na Sejm PRL I, II, III i IV kadencji, członek Rady Państwa w latach 1957–1969.

## Życiorys
Urodzony w robotniczej rodzinie Jana i Agaty. Od 1914 do 1917 był maszynistą w Hucie „Kościuszko”, a następnie do 1924 ślusarzem w Elektrowni Chorzowskiej. Uzyskał wykształcenie średnie. Od 1921 był członkiem Komunistycznej Partii Górnego Śląska, następnie od 1922 Komunistycznej Partii Robotniczej Polski (od 1925 Komunistycznej Partii Polski). Od 1925 do 1937 był funkcjonariuszem partyjnym na Śląsku i w Warszawie, zasiadał w sekretariacie Komitetu Centralnego KPP. W latach 1924–1931 należał do Komunistycznego Związku Młodzieży Polski. Brał udział w II i III powstaniu śląskim. Przebywał w ZSRR na szkole leninowskiej i aspiranturze (w latach 1925–1926 i 1932–1934), od 1937 w Czechosłowacji, a w latach 1938–1946 w Boliwii, gdzie uczestniczył w życiu środowiska emigracyjnego. Powrócił do Polski w listopadzie 1946 i został członkiem Polskiej Partii Robotniczej, gdzie został instruktorem Komitetu Wojewódzkiego w Katowicach, skąd w 1947 przeszedł na funkcję II sekretarza. Został ponadto zastępcą członka Komitetu Centralnego PPR. W 1948 wraz z PPR przystąpił do Polskiej Zjednoczonej Partii Robotniczej, w której pełnił początkowo te same funkcje (w KW do 1950, a w KC do 1954). W latach 1950–1956 był I sekretarzem Komitetu Wojewódzkiego partii w Opolu. Awansował także do najwyższych władz PZPR, w latach 1954–1968 zasiadając w KC, a w 1956 (od lipca do października) w Biurze Politycznym KC. W latach pięćdziesiątych związany z frakcją „puławian”. W latach 1956–1968 przewodniczący Centralnej Komisji Kontroli Partyjnej PZPR (w listopadzie 1968 zastąpił go na tym stanowisku Zenon Nowak).
W latach 1947–1969 był posłem na Sejm Ustawodawczy oraz na Sejm PRL I, II, III i IV kadencji. W latach 1957–1969 członek Rady Państwa; w 1969 przeszedł na emeryturę.
Został pochowany z honorami wojskowymi na Cmentarzu Wojskowym na Powązkach w Warszawie (kwatera A 4 Tuje m. 13). W imieniu ówczesnych władz w pogrzebie wziął udział członek Biura Politycznego KC PZPR, przewodniczący Centralnej Komisji Kontroli Partyjnej Władysław Kruczek. W imieniu Komitetu Centralnego PZPR zmarłego pożegnał Wiceprzewodniczący CKKP Henryk Marian.

## Ordery i odznaczenia
- Order Budowniczych Polski Ludowej (1980)[4]
- Order Sztandaru Pracy I klasy (1964)[5]
- Order Sztandaru Pracy II klasy (21 lipca 1950)[6]
- Złoty Krzyż Zasługi (18 stycznia 1946)[7]
- Śląski Krzyż Powstańczy[8]
- Medal „Za waszą wolność i naszą” (1966)[9]
- Medal 10-lecia Polski Ludowej[8]
- Odznaka „Zasłużonemu Opolszczyźnie” (1968)[10]
- Honorowy Obywatel Nysy (1960)[11]